# فرانشيسكا بيرد
فرانشيسكا بيرد هي كاتِبة وشاعرة ماليزية، ولدت في 1968.